# Conférence de Stockholm (1917)
La troisième conférence de Zimmerwald  ou la conférence de Stockholm de 1917 est la troisième et dernière conférence socialiste contre la Première Guerre mondiale, elle fait suite à la première conférence de Zimmerwald (1915) et à la conférence de Kiental (1916).
Après de nombreux reports et retardements la conférence s'est finalement tenue à Stockholm entre le 5 et le 12 septembre 1917.

## Participants
Les délégués suivants ont assisté à la conférence.
Pays neutres
- Le parti social-démocrate suédois des travailleurs et la ligue des jeunes du parti social-démocrate suédois  - Oskar Samuelson, Fredrik Ström (en), Carl Lindhagen, Jeorj Linstrom.
- La ligue des jeunes socialistes démocrates de Norvège (en) - Adam Egede-Nissen (en), Ernst Christian et Johannes Erwig.
- Le parti socialiste de Suisse - Ernst Nobs et Rosa Bloch.
- La ligue des jeunes socialistes des Pays-Bas[3].

République russe
- Le comité central du parti ouvrier social-démocrate(Bolchevik)  - Vatslav Vorovsky (en) et Nikolaï Semachko.
- Le comité d'organisation du parti ouvrier social-démocrate (Menchevik)  - Pavel Axelrod et Mark Makadzioub [4].
- Les Mencheviks internationalistes (minorité au sein du parti ouvrier social-démocrate) ou aussi appelés les interdistrictes - Ossip Ermansky.

Les pays de l'Entente
- Le parti social-démocrate roumain (en) - Alexandru "Alecu" Constantinescu (en) et Ion Costache Frimu (en).
- La Ligue pour la propagande socialiste américaine (en) - Fritz Rosen.
- Association internationale de la fraternité (en) (International Brotherhood Welfare Association) - James Eads How (en).

Les Empires centraux
- Le parti social-démocrate indépendant d'Allemagne - Hugo Haase, Georg Ledebour, Arthur Stadthagen (de), Käte Duncker (en), Adolf Hofer (en) et Robert Wengels (de).
- Des personnalités de l'opposition au sein du parti social-démocrate indépendant de l'Autriche allemande - Therese Schlesinger et Elisabeth Luzzatto.
- L'opposition au sein du parti social démocrate bulgare des travailleurs (en) Nikola Kharlakov [5].

Autres
- Le parti social-démocrate de Finlande - Yrjö Sirola.
- La Social-démocratie du royaume de Pologne et de Lituanie (SDKPiL) - Karl Radek et Jacob Hanecki.
- La Fédération générale des syndicats (en) - Katerina Tinev [6].
- Le parti social-démocratique ouvrier bulgare (socialistes étroits) (en) - Vassil Kolarov et Georgi Kirkov (en)[7].

La Commission de l'Internationale socialiste est constituée d'Angelica Balabanova, Ture Nerman, Carl « Zeth » Hoglund et Carl Carlson. Lindhagen est nommé président du présidium de la Conférence et Balabanova sa secrétaire.